# 讃岐うどんの大庄屋
讃岐うどんの大庄屋（さぬきうどんのおおしょうや、商号: 大庄屋株式会社）は香川県仲多度郡琴平町に本社を置く、讃岐うどんの製造・販売会社である。インターネットなどによる通信販売でも営業している。

## 受賞履歴
- 2003年12月：「平成15年度さぬきうどん技能グランプリ 農林水産部長賞」
- 2003年12月：「平成15年度さぬきうどん技能グランプリ 農林水産省総合食料局長賞」
- 2004年12月：「平成16年度さぬきうどん技能グランプリ 農林水産省総合食料局長賞」
- 2005年4月：「日本郵政公社総裁賞」
- 2005年11月：「平成17年度さぬきうどん技能グランプリ 西日本放送賞」
- 2005年11月：「平成17年度さぬきうどん技能グランプリ 香川県農政水産部長賞」

## その他
- モットー:『上質で美味しいうどんをつくる』
- 「うどん道場」という名称で、本店でうどん打ち体験教室を開講している
- 本場さぬきうどん協同組合と日本うどん学会に加盟している。